# Mario Didò
Mario Didò (ur. 16 listopada 1926 w Livry-Gargan, zm. 4 grudnia 2007 w Varese) – włoski działacz związkowy i polityk, poseł do Parlamentu Europejskiego I, II i III kadencji.

## Życiorys
Urodził się we Francji w rodzinie włoskich imigrantów. W wieku 15 lat podjął pracę jako mechanik w Somma Lombardo. W 1948 ukończył szkołę wieczorową Istituto di Istruzione Superiore „Carlo Cattaneo” w Mediolanie. Został wkrótce etatowym działaczem związkowym w ramach Włoskiej Powszechnej Konfederacji Pracy (CGIL). Kierował jej strukturami na poziomie prowincji, był członkiem sekretariatu krajowego tej organizacji (od 1962 jako zastępca sekretarza, od 1969 jako sekretarz GGIL). Był również członkiem władz Światowej Federacji Związków Zawodowych. W latach 70. wchodził w skład Europejskiego Komitetu Ekonomiczno-Społecznego.
Przez wiele lat należał do Włoskiej Partii Socjalistycznej. W 1956 po raz pierwszy z jej ramienia został radnym miejskim w Varese. W latach 1979–1989 i 1992–1994 sprawował mandat eurodeputowanego I, II i III kadencji. W latach 1984–1989 pełnił funkcję wiceprzewodniczącego Europarlamentu. Działał później w ugrupowaniu Włoscy Demokratyczni Socjaliści.